# Ignacio Pinedo y Montúfar
Ignacio Pinedo y Montúfar (Madrid, 1729 - La Paz, 1805) fue un militar español que combatió contra la rebelión indígena de Túpac Katari en 1781. Se lo recuerda por haber saqueado y quemado el pueblo de Laja.

## Biografía
Ignacio de Pinedo y Montúfar nació el 23 de octubre de 1729 en Madrid, fue hijo de Antonio Gaspar de Pinedo y Fernández Valdivieso y de María Josefa de Montúfar y Frasso. Su madre era hermana de Juan Pío de Montúfar y Frasso , Marques de Selva Alegre.
Siguió la carrera militar, fue Caballero de Santiago y siendo nombrado tesorero de las cajas reales llegó a la ciudad de La Paz en 1765, su hermano Antonio Pinedo y Montúfar fue corregidor entre 1757 y 1762. Se casó con Bartolina Trujillo el 30 de julio de 1768 pero quedó viudo al poco tiempo.
Pinedo se casó nuevamente el 19 de diciembre de 1774 con María del Carmen Bilbao la Vieja y Fernández Pacheco, heredera del título de Marquesa de Haro a través de su madre. Esta unión elevó su posición en la élite de la ciudad recibiendo como dote las haciendas de coca de Santa Gertrudis y Mururata que estaban valuadas en 100.000 pesos,para 1786 llegaría a tener una hacienda más y un total de 356 indígenas en estado de servidumbre.
En 1780 Pinedo figuraba con el rango de capitán, en la ciudad ya se rumoraba que los indígenas preparaban un ataque en su contra y el juez Fernando Márquez de la Plata sugirió a Pinedo como comandante de la ciudad para que actuara en su defensa pero la Real Audiencia de Charcas eligió a Sebastián de Segurola para este cargo.
Segurola sabía de las buenas recomendaciones que tenía Pinedo y lo nombró Sargento mayor al llegar a La Paz. Desde enero de 1781 la ciudad daba por hecho que sería atacada por los rebeldes indígenas, Segurola pensó en atacar primero y organizó a sus fuerzas para quemar varios pueblos indígenas.
El 9 de marzo Segurola envió un regimiento a Viacha bajo el mando del coronel Manuel Tomás Franco, mientras tanto se organizaba otro regimiento para atacar el pueblo de Laja, el objetivo de la campaña era destruir el lugar y provocar que los indígenas se alejaran de la ciudad. Se había planificado reclutar a 1200 indígenas de los barrios de indios próximos a la ciudad, pero solamente el barrio de San Sebastián respondió al llamado de los españoles. El regimiento estaba formado por 800 hombres entre ellos 50 granaderos, voluntarios de la ciudad, 300 indígenas fieles a la corona y esclavos que fueron entregados por sus amos al servicio militar, llevaban además cuatro cañones de pedrero, Segurola dirigiría la misión y nombró como segundo al mando al capitán Ignacio Pinedo. Salieron de La Paz por la noche, en el camino se encontraron con las tropas del coronel Franco que volvía de destruir Viacha y varios de sus hombres se unieron a la campaña.
El regimiento llegó a Laja al amanecer del día 14, solo quedaban 60 habitantes en el lugar, el resto se había retirado a una colina cercana preparados con piedras y hondas para defenderse. Segurola tomó un pequeño grupo y atacó la colina mientras Pinedo se encargó de saquear y quemar el pueblo asesinando a los habitantes que se habían quedado. 
El grupo de soldados de Segurola no pudo despejar la colina y tuvo que retirarse al pueblo, con mayor número de hombres volvió al ataque y logrando matar a 50 indígenas consiguió tomar la colina. Por la tarde se ordenó que la tropa se reúna en el cementerio detrás de la iglesia, se pretendía pasar ahí la noche y regresar al día siguiente a la ciudad, pero llegó un mensaje urgente indicando que La Paz ya se encontraba rodeada por el ejército indígena. Segurola ordenó partir de inmediato y el regimiento salió del pueblo en cenizas a las 4 de la tarde. Los soldados se llevaron cargando todo lo que saquearon de las viviendas, incluyendo ovejas y vacas.
En el camino de regreso Pinedo advirtió que los pobladores de Laja los seguían y ordenó al grupo de granaderos cubrir la retaguardia, cuando se hizo de noche los indígenas comenzaron a lanzar piedras a los soldados por lo que el regimiento tuvo que detenerse. Segurola envió un grupo de avanzada hacia La Paz al mando de Juan Bautista Zabala, éste regresó indicando que la ciudad estaba cercada por miles de indígenas.
Se reorganizó al regimiento, los granaderos irían por delante y la caballería con los cañones por detrás, Segurola ordenó el avance, fueron atacados repetidas veces por grupos de indígenas que eran rechazados por los hombres de Zabala y Pinedo. El regimiento llegó ya muy avanzada la noche al camino que salía de la ciudad con rumbo a Lima y se decidió esperar al amanecer. A primera hora Segurola se dio cuenta de que casi todos los voluntarios del regimiento habían aprovechado la oscuridad para entrar a la ciudad, los indígenas que parecían fieles a la corona se unieron a los rebeldes y los soldados que le quedaban tuvieron que entrar apresuradamente dentro de las murallas antes de que el ejército indígena pudiese atacarlos.
Ignacio Pinedo continuó al servicio de Segurola colaborando con la defensa de la ciudad de La Paz hasta que la rebelión fue derrotada en noviembre de 1781. En 1782 fue nombrado gobernador de la provincia de Chucuito y el 14 de septiembre de 1784 Pinedo fue elevado al rango de teniente coronel por los servicios prestados durante los ataques indígenas.
Pinedo mantuvo una buena relación con Segurola, tanto así que fue su padrino de bodas en 1795. Para 1801 su esposa heredó el título de marquesa de Haro y él se convirtió en marqués. A principios de 1805 se retiró del servicio militar aquejado por su salud y murió ese mismo año en La Paz.

## Descendencia
Ignacio Pinedo y Montúfar y su esposa la marquesa de Haro María del Carmen Bilbao la Vieja y Fernández Pacheco tuvieron la siguiente descendencia:
- Antonio José, nació en 1781 y murió a los 14 años.
- María Josefa Gertrudis, nacida en 1783. Se casó con José María Iriondo Alberdi y tuvieron 6 hijos, murió en 1841.
- Manuel Ignacio, nacido en 1784. Se casó con María Plácida Astete y Aparicio en 1809, tuvieron dos hijas. Manuel Ignacio fue un importante político en la República de Bolivia, en 1831 fue prefecto del Departamento de La Paz, en 1838 fue gobernador de la Provincia de Pacajes y diputado en 1839. Murió en 1847.
- Francisco María, nació en 1785. Se casó con Juana María Diez de Medina y Poblete, tuvieron 4 hijos. También siguió la carrera política y se hizo diputado en la primera asamblea constituyente de Bolivia en 1825 donde fue uno de los firmantes de la Declaración de Independencia de Bolivia,[9] siguió como diputado en 1828 y 1831, para 1832 llegó a senador. Murió en 1836.
- Juan Bautista, nacido en 1787.
- Ángela Antonia, nacida en 1794. Se casó en 1824 con Miguel Joaquín Ruiz de Zorzano y García, tuvieron una hija. Murió en 1860.